# Jonas Brun

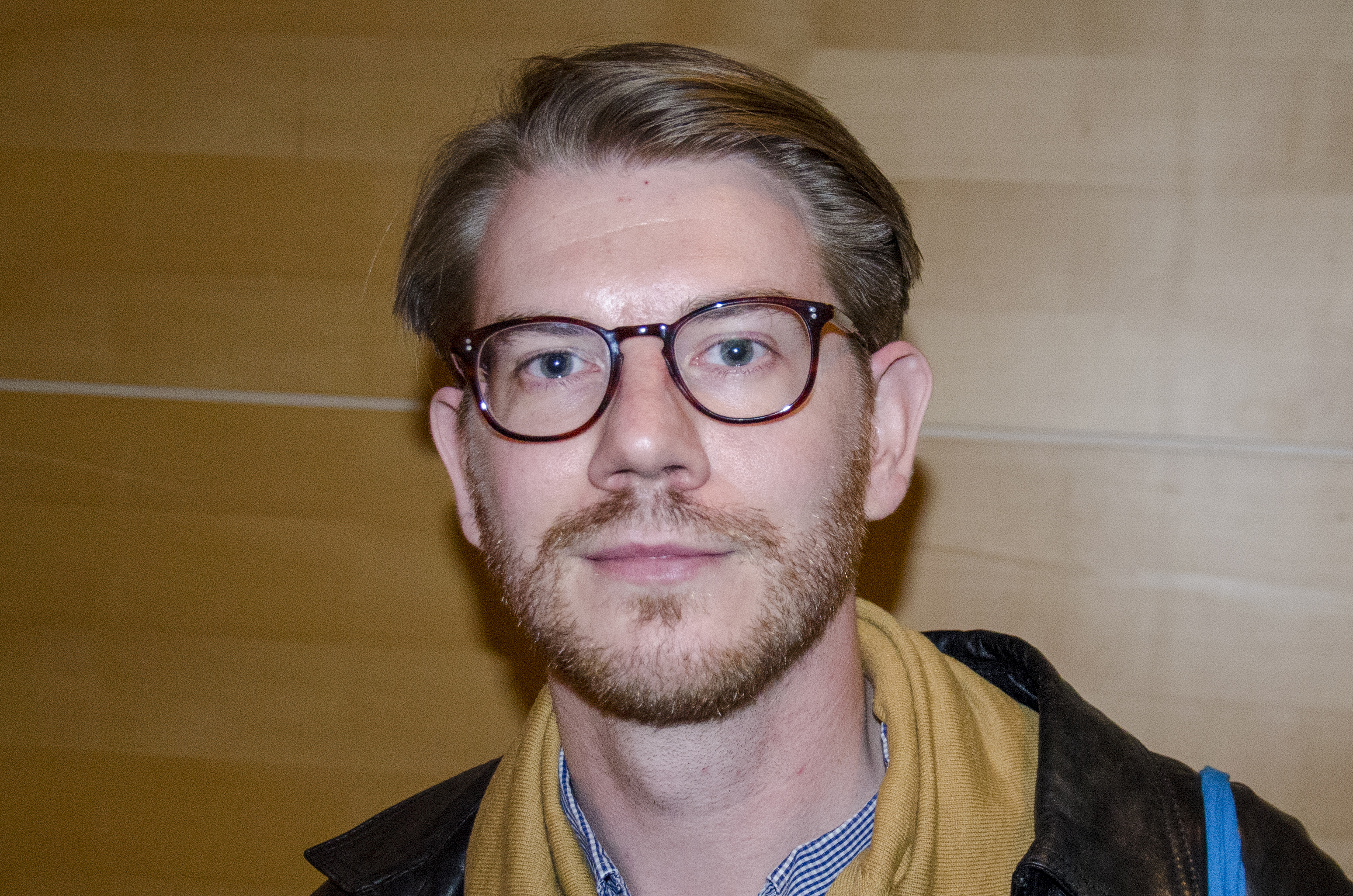
Jonas Brun, 2015

Jonas Brun (* 16. Dezember 1979 in Vällingby) ist ein schwedischer Schriftsteller.

## Leben
Brun wuchs in Vällingby auf, lebt in Stockholm und studierte Psychologie an der Universität Stockholm.
In Schweden wurde er insbesondere wegen seiner Kindheitsschilderungen bekannt. Sein Erstlingswerk war der Roman Den andra tiden und erschien im Jahr 2004. Sein neuestes Werk, Det amfibiska hjärtat, hat ihm zum Ruf, einer der fünf bis zehn vielversprechendsten schwedischen Schriftsteller der nächsten Jahrzehnte zu sein, verschafft.
Im Rahmen einer Vorlesungsreihe der Österreichischen Gesellschaft für Literatur hat er im Jahr 2006 erstmals sein Schaffen auch im deutschsprachigen Raum vorgestellt.

## Werke
Gedichtbände
- Det här är platsen / Ett barn hos Gud (2006)
- Vindtunnel (2010)
- Gestaltlagarna (2015)
- röda bok (2017)

Romane
- Den andra tiden (2004)
- Det amfibiska hjärtat (2009)
- Skuggland (2012)
- Ingen jämfört med dig (2018)

## Preise
- Mare Kandre-Preis 2009 für „Det amfibiska hjärtat“[3]
- Romanpreis des Schwedischen Radios 2011 für „Skuggland“